# Garde kyrka

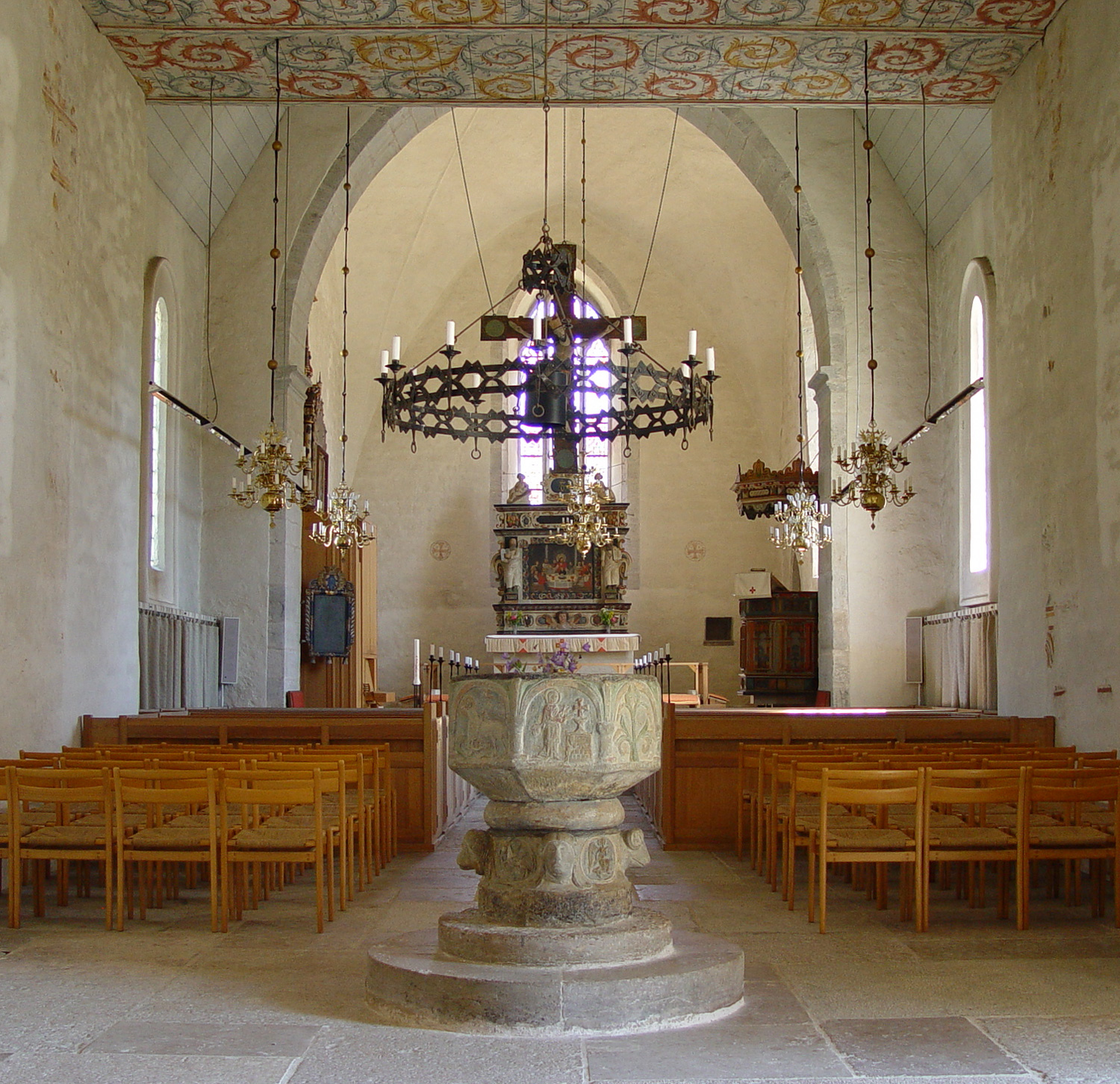
Interiör

Garde kyrka är en kyrkobyggnad i Garde på Gotland. Den är församlingskyrka i Garde församling i Visby stift. 
I kyrkogårdsmuren finns medeltida porthus, stigluckor, i alla fyra väderstrecken. Också vid infarten till prästgården har en välvd stenport bevarats. Sydportalen restaurerades och konserverades under sommaren 2007.

## Kyrkobyggnaden
Kyrkan är en av Gotlands äldsta stenkyrkor, då långhuset och tornets nedre del påbörjades vid 1100-talets mitt. Vid 1200-talets mitt påbyggdes tornet till dess nuvarande höjd. Det stora gotiska koret byggdes ut under 1300-talet och var den enda del som verkställdes av de dåvarande planerna på en större kyrkobyggnad. I långhuset finns små högt sittande fönster, dopfunt fritt placerad i väster och lågt murade säten längs väggarna (inga andra bänkar). Långhuset har delvis bevarade medeltida kalkmålningar med bysantinska motiv.  Över långhusets västra del finns en välbevarad medeltida takstol daterad till 1140, här finns samtida takspån bevarade.

## Inventarier
- Dopfunt daterad till 1100-talets andra hälft. Anses vara ett verk av den anonyme mästaren Byzantios.
- Triumfkrucifix från 1100-talet.
- Altaruppsats troligen huggen i Burgsvik 1689.
- Predikstol med ljudtak som utförts 1662.
- Epitafier över prosten Niels Lauritzen (Död 1661) och sockenprästen Pofvel Nilssen (död 1670)
- Altarring och bänkinredning från kyrkans inre restaurering 1963-70.

### Orgel
- 1858 byggde Carl Gustav Cederlund, Stockholm, en orgel med 5 stämmor.
- Den ersattes 1964 av A Magnussons Orgelbyggeri, Göteborg, som bygger en mekanisk orgel.

| Manual        | Pedal       | Koppel  |
| Gedackt 8’    | Gedackt 16' | Man/Ped |
| Principal 4’  |             |         |
| Rörflöjt 4’   |             |         |
| Waldflöjt 2'  |             |         |
| Kvinta 1 1⁄3' |             |         |

## Galleri

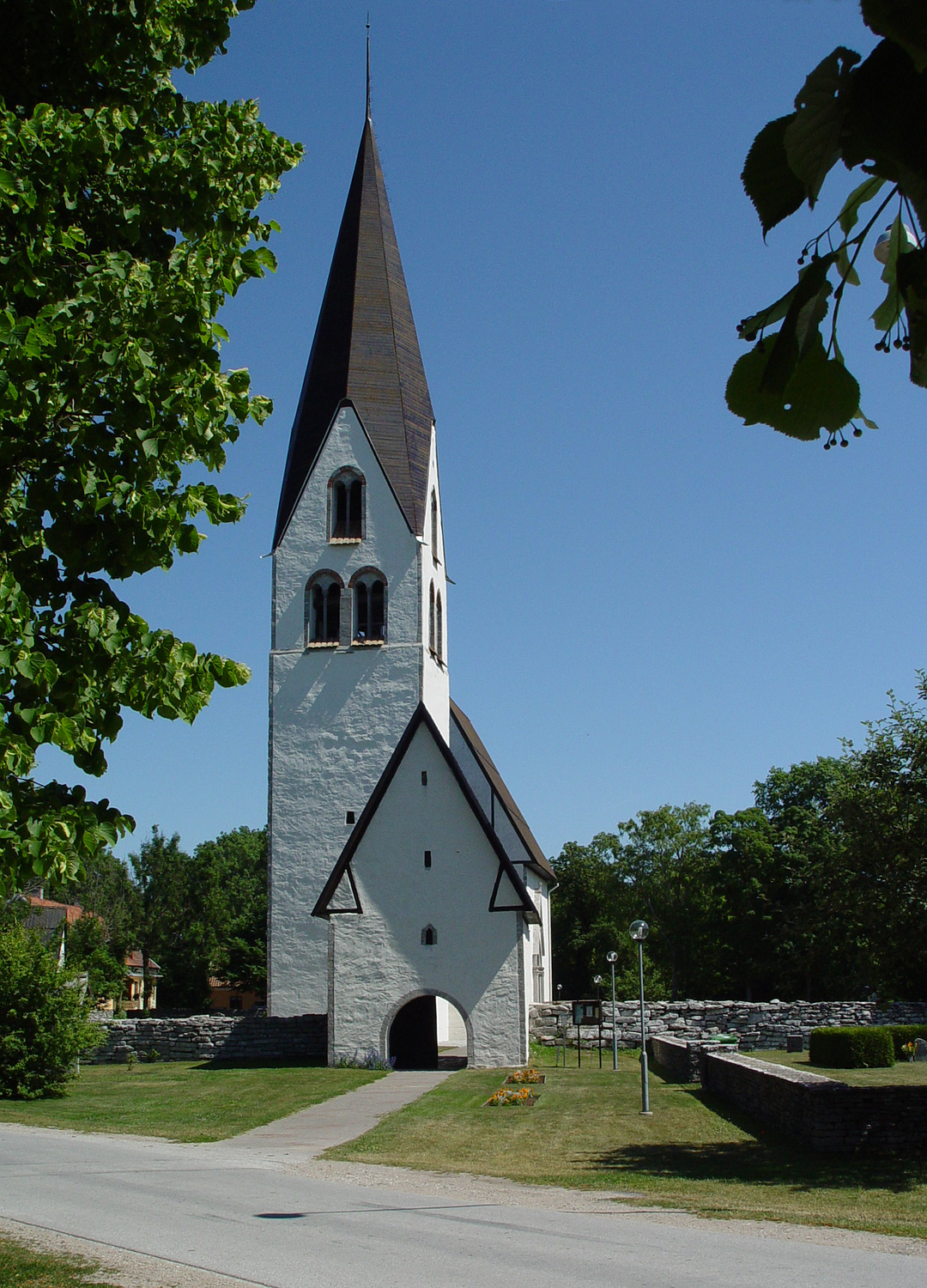
Kyrkan med stigluckan från väster
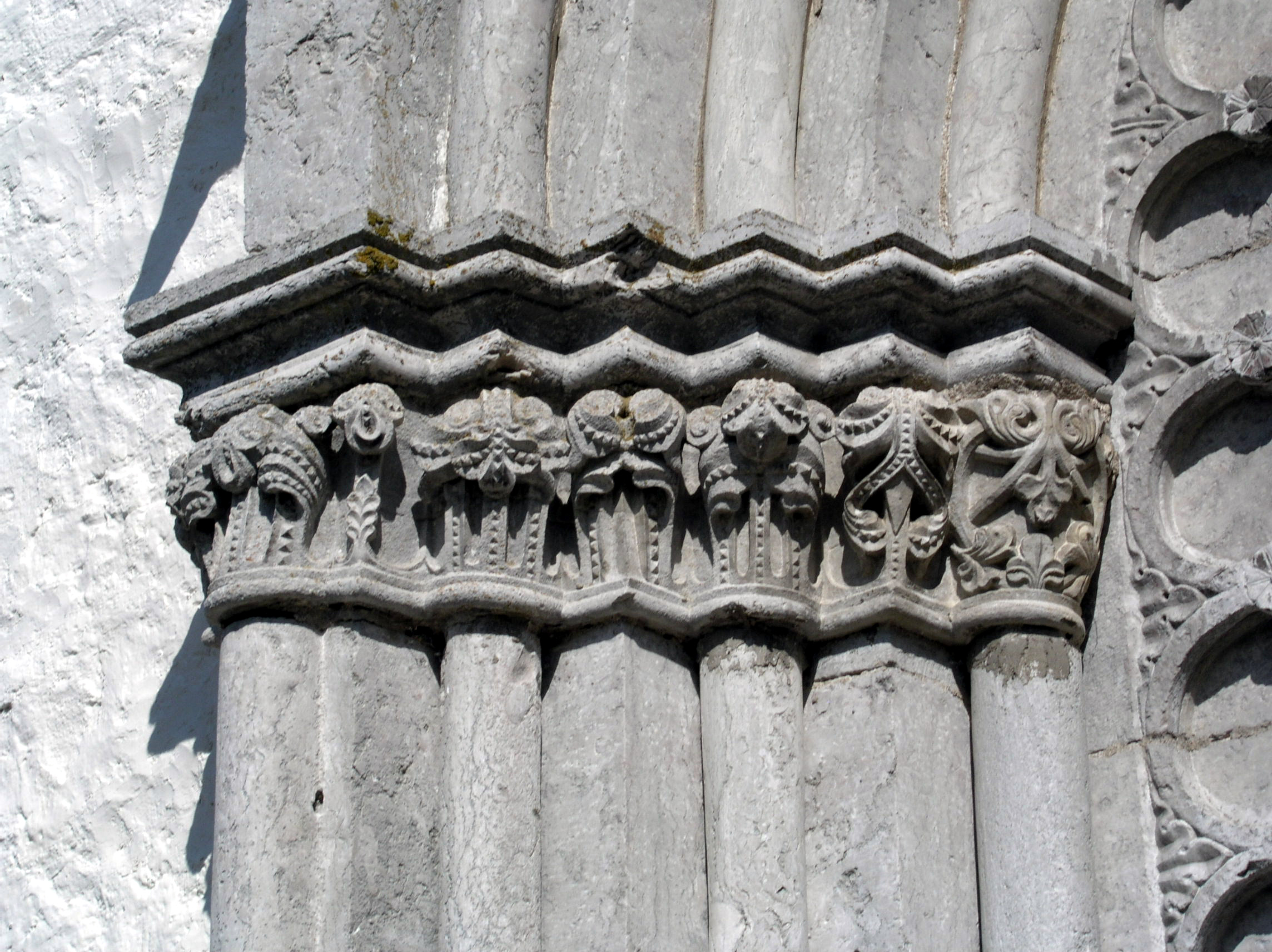
Kapitälband vid södra porten, rikt dekorerat
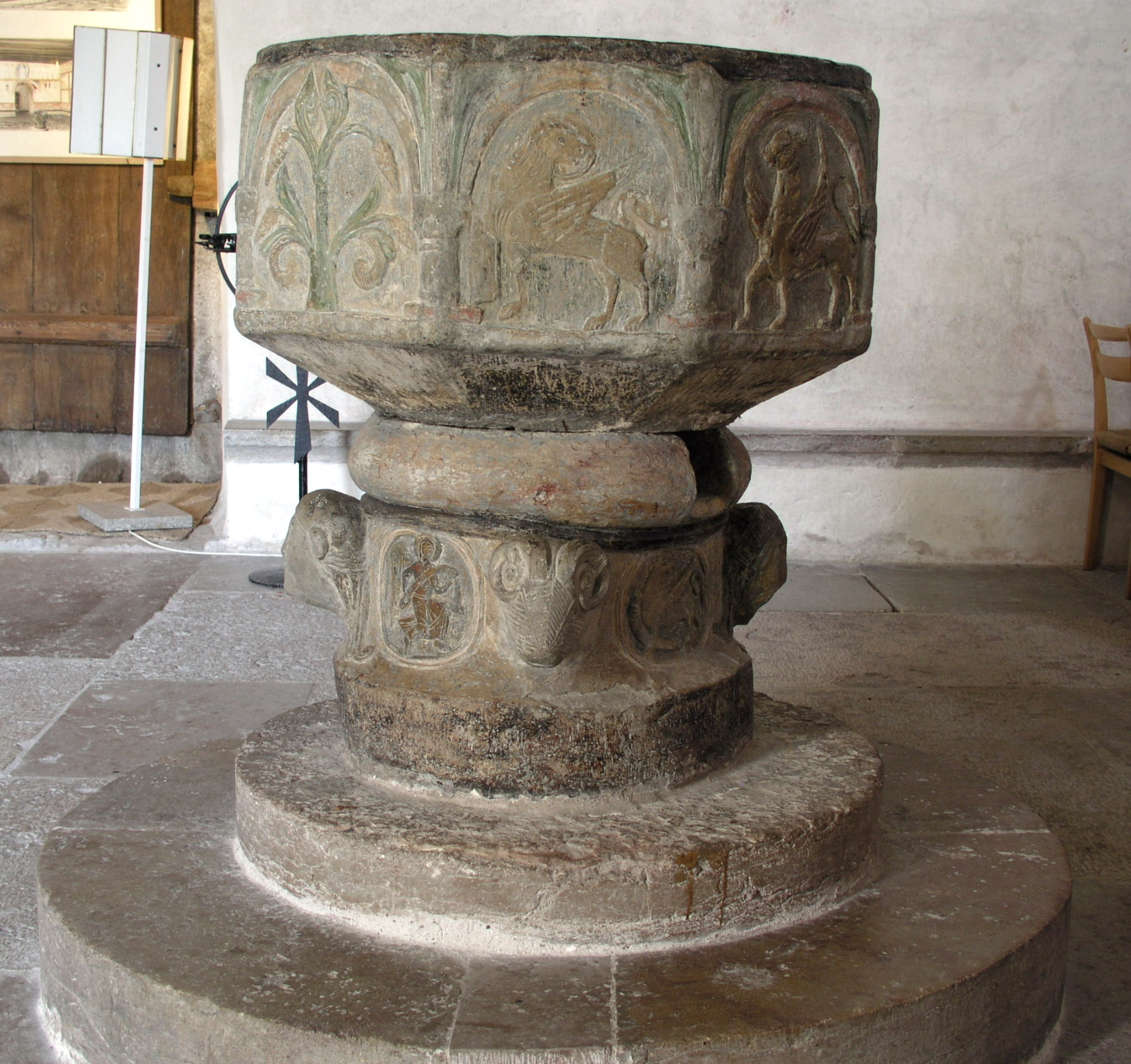
Dopfunten av Byzantios
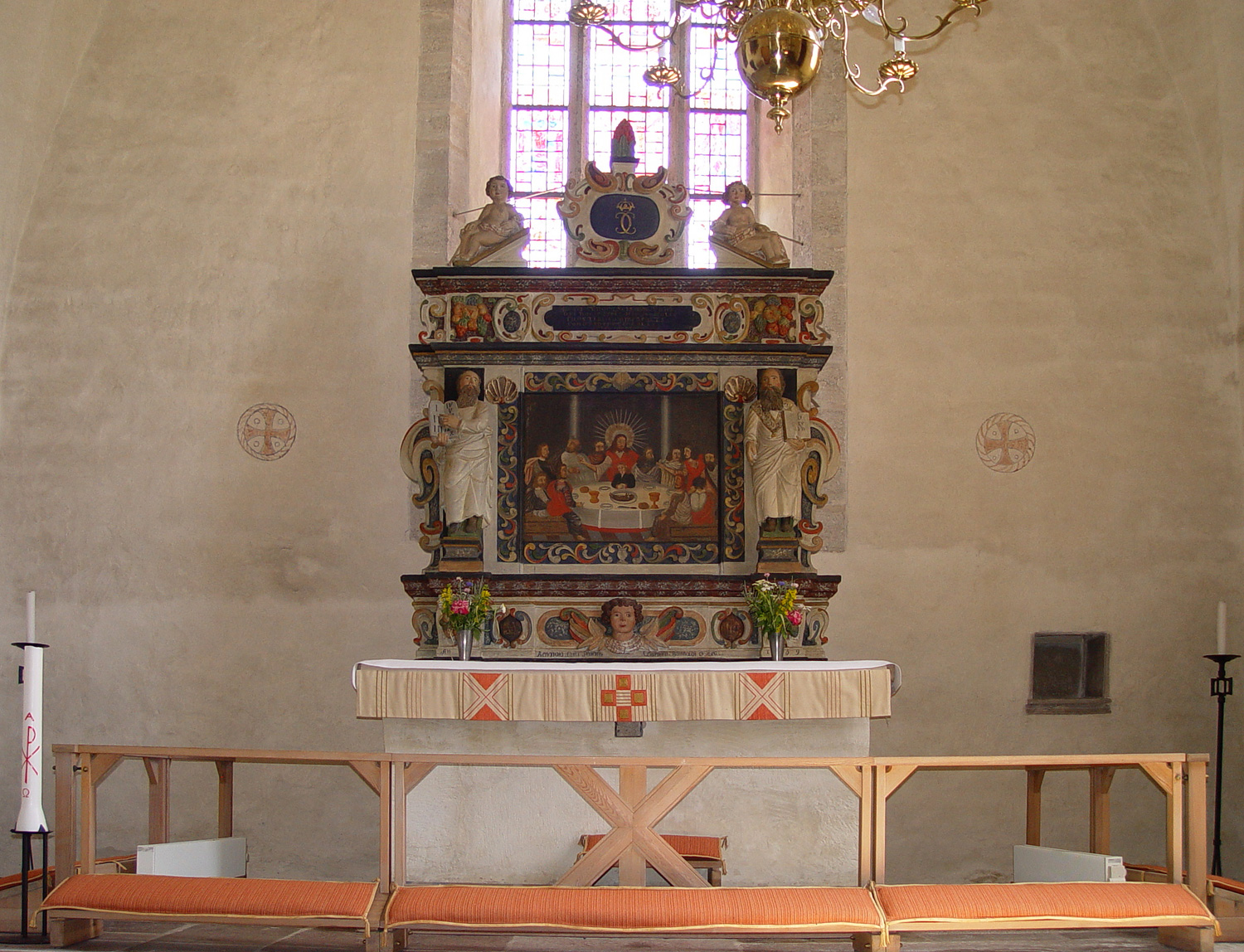
Altaruppsatsen,1689
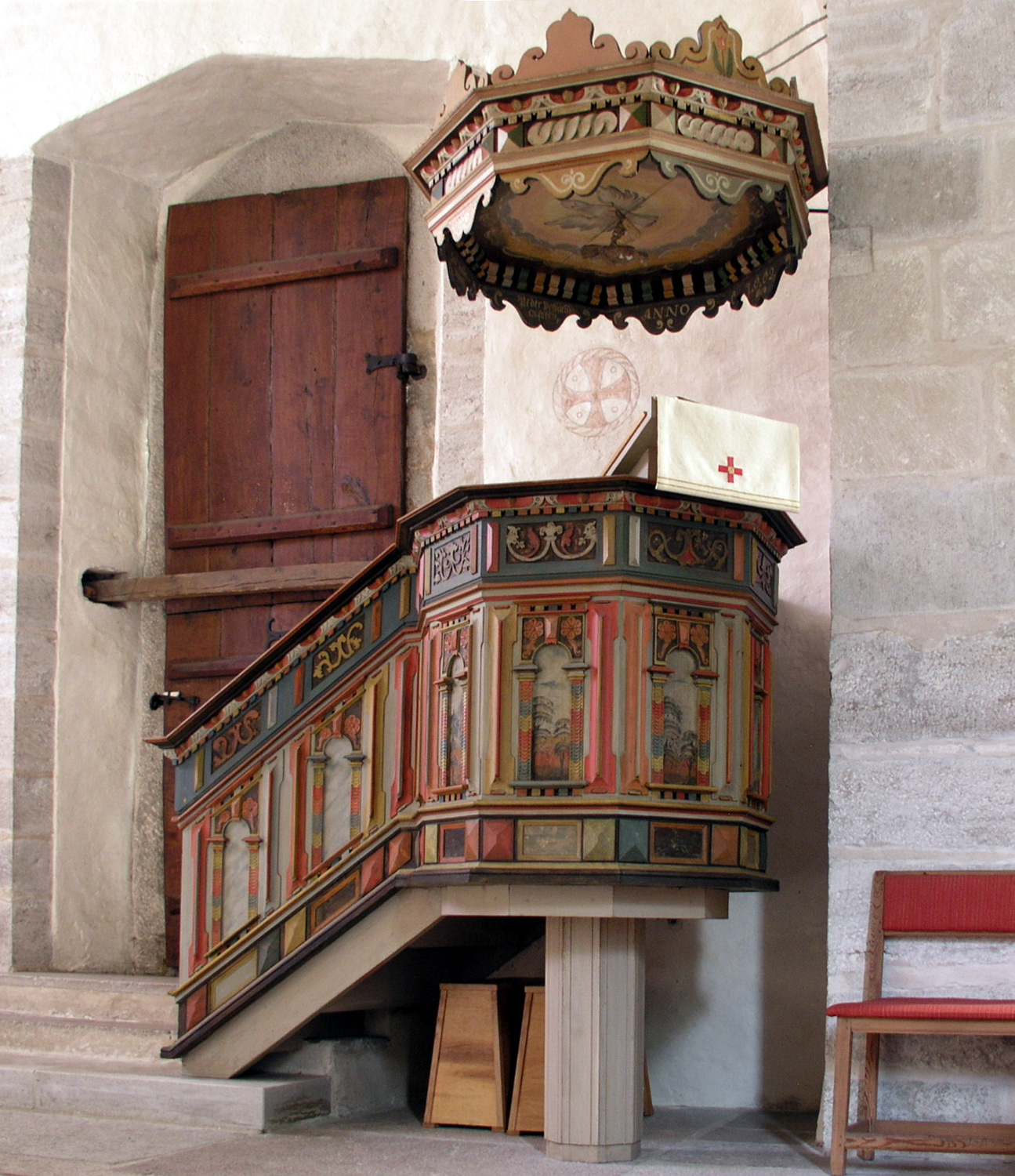
Predikstolen, 1662
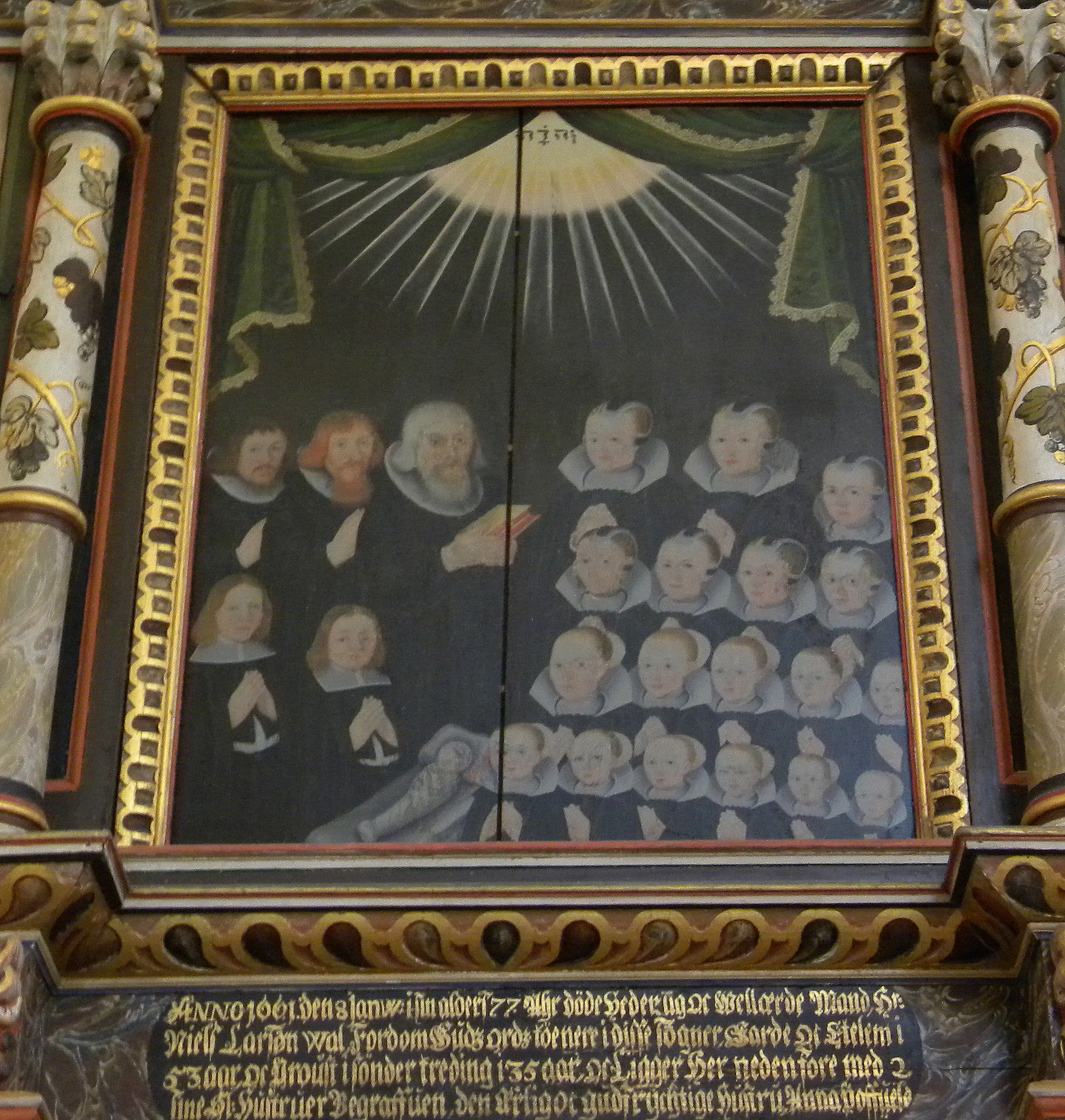
Epitafium från 1661 över prosten Niels Lauritsen
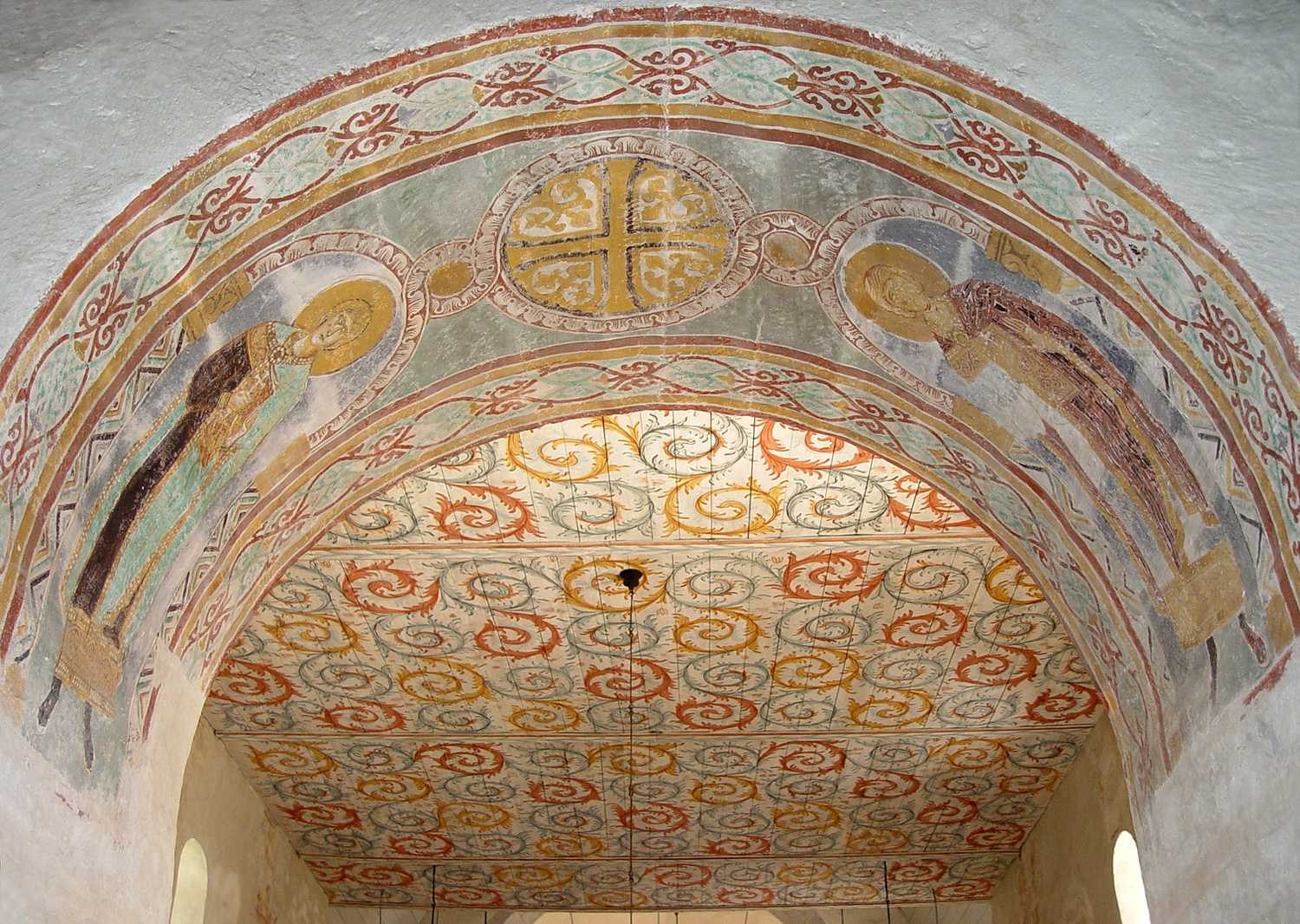
Rysk-byzantinska målningar i triumfbågen 1200-talet
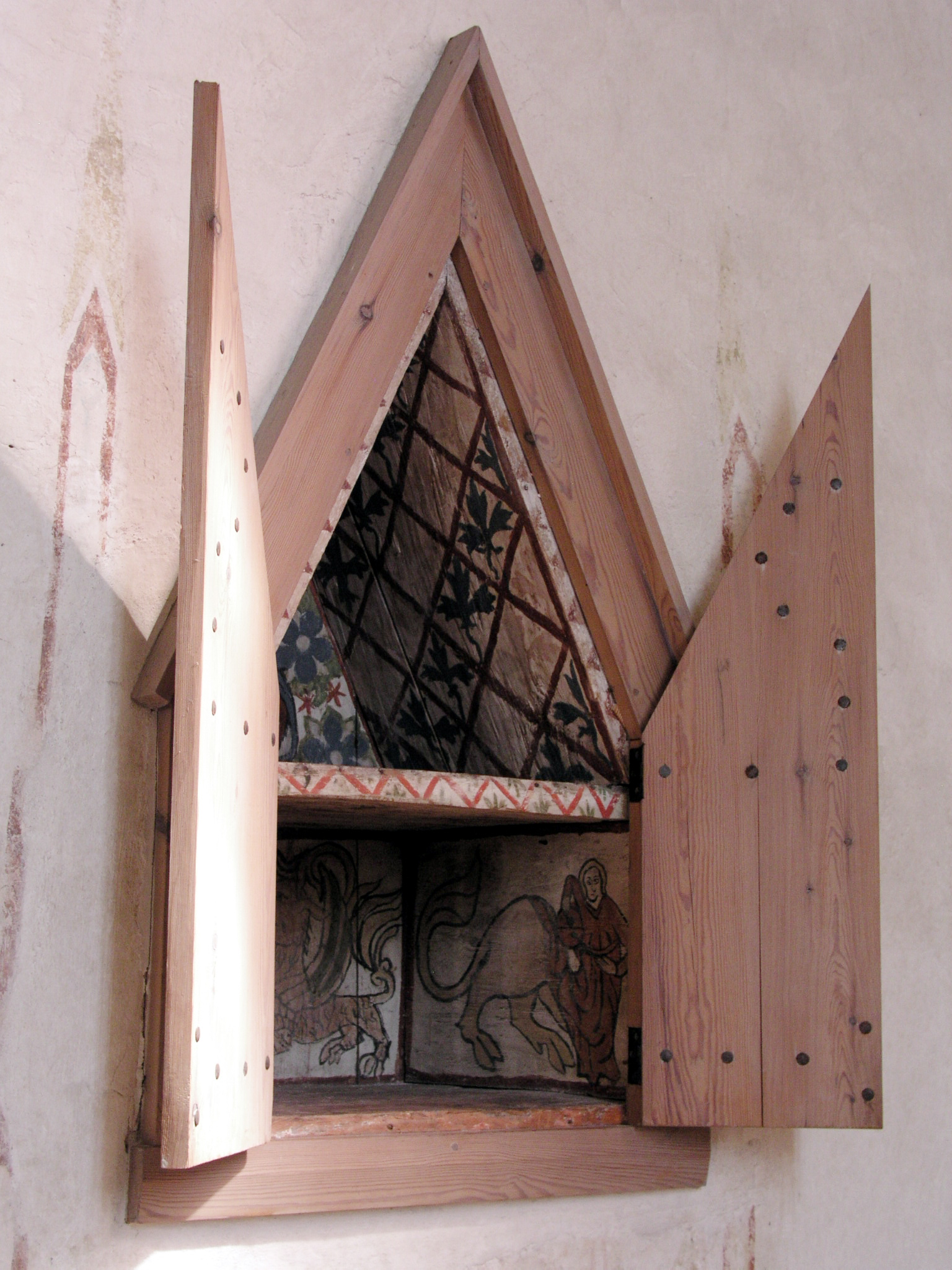
Sakramentskåp

## Bildstenar
Fem bildstenar eller fragment av bildstenar hittades vid restaureringen av kyrkan. Såväl äldre (400-600 e.Kr) som yngre stenar (700-1100 e. Kr) fanns representerade. De äldre bildstenarna är prydda med solhjul och hästar i livfull rörelse mot varandra. 

## Vikingatida gravar
Norr om kyrkan har ett stort antal kristna, vikingatida gravar med rika fynd påträffats. De har legat orörda till vår tid; kanske genom en under tidig medeltid uppkommen tro att kyrkan skulle störta åt detta håll vid yttersta domen, och att de där begravda döda då inte skulle kunna återuppstå. Yngre gravar har därför anlagts på kyrkans södra sida. 